# Kleine Wildganspagode

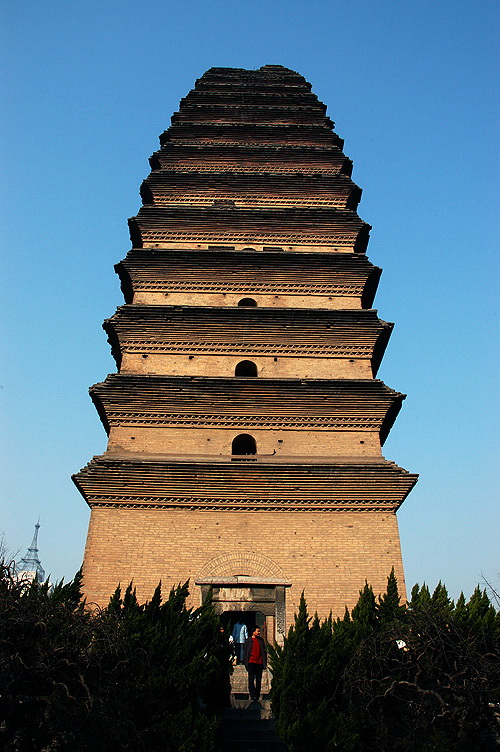
Kleine Wildganspagode

Die Kleine Wildganspagode (chinesisch 小雁塔, Pinyin Xiǎoyàn Tǎ) ist eine Pagode in der chinesischen Stadt Xi’an. Sie wurde von der Kaiserin Wu Zetian in Erinnerung an ihren verstorbenen kaiserlichen Gemahl im Jahr 684 zusammen mit einer Tempelanlage in Auftrag gegeben.
Die Bauarbeiten zu diesem „Tempel des Aufbewahrten Glücks“ begannen 100 Tage nach dem Tod des Kaisers Gaozong. Die Kleine Wildganspagode entstand in den Jahren 707 bis 709. Ursprünglich hatte sie insgesamt 15 Stockwerke, büßte jedoch durch mehrere Erdbeben ihre beiden oberen Geschosse ein. Mit den verbliebenen 13 Stockwerken erreicht sie heute eine Höhe von etwa 43 Metern.
Die Kleine Wildganspagode steht auf der Liste der Denkmäler der Volksrepublik China und ist seit 2014 Bestandteil der UNESCO-Welterbestätte mit dem Titel Seidenstraßen: das Straßennetzwerk des Chang'an-Tianshan-Korridors.